# Manuel Pires de Bivar
Manuel Pires de Mendonça de Bivar, mais conhecido como Manuel Pires de Bivar (Goa, ? - Portimão, Janeiro de 1970) foi um funcionário público e proprietário português.

## Biografia
Nasceu em Goa, filho do engenheiro agrícola José de Almeida Coelho de Bivar. Ainda durante a infância veio para Faro com a sua família, onde se fixou durante cerca de 35 anos, tendo depois vindo para Portimão. Concluiu o curso dos liceus, e frequentou o primeiro ano no curso de Direito, na Universidade de Coimbra. Fez o serviço militar em Lagos, no regimento de Infantaria 33.
Foi um proprietário, e exerceu como funcionário das finanças, tendo ocupado vários cargos públicos em Portimão. Foi oficial de milícia na Legião Portuguesa. Ofereceu o Palácio Bivar à Câmara Municipal, motivo pelo qual foi condecorado com a Ordem de Benemerência em Março de 1945, numa cerimónia que contou com a presença do Ministro do Interior. O edifício foi aproveitado como paços do concelho de Portimão, em meados do século XX.
Faleceu em Janeiro de 1970, vítima de uma doença prolongada, na cidade de Portimão. Estava casado com Julieta Silva de Bivar.